# Beds Are Burning
Beds Are Burning ist ein Lied von Midnight Oil aus dem Jahr 1987, das von Peter Garrett, Rob Hirst und Jim Moginie geschrieben wurde. Es erschien auf dem Album Diesel and Dust. Das Stück wurde am 10. August 1987 als Single ausgekoppelt und wurde in Neuseeland und Südafrika ein Nummer-eins-Hit. In Kanada und den Niederlanden erreichte es Platz zwei beziehungsweise drei in den Charts.

## Hintergrund
Beds Are Burning ist ein politisches Lied, es handelt von der Rückgabe von Land an die Pintupi, einen australischen Aborigines-Stamm. Der Stamm wurde erst in den 1930ern in der Gibsonwüste entdeckt, es folgten gewaltsame Vertreibungen in den 1950ern und 1960ern in die Siedlung Papunya, weil ihr Lebensraum aufgrund von Atomwaffentests mit den Blue-Streak-Missiles nuklear kontaminiert wurde. 1981 kehrte er an seinen Ursprung zurück, wo die Stammesangehörigen die Siedlung Kintore gründeten.
Bei den Olympischen Sommerspielen 2000 spielte Midnight Oil den Song auf der Abschlussfeier, ganz in Schwarz gekleidet und mit der weißen Aufschrift „sorry“ auf ihren Hemden und Hosen.
Das Musikprojekt 1,000 Days, 1,000 Songs veröffentlichte den Titel im März 2017 auf seiner Website als Protest gegen die Politik von US-Präsident Donald Trump.

## Kommerzieller Erfolg

### Chartplatzierungen
| ChartsChartplatzierungen       | Höchstplatzierung | Wochen |
| ------------------------------ | ----------------- | ------ |
| Australien (ARIA)              | 6 (… Wo.)         | …      |
| Neuseeland (RMNZ)              | 1 (24 Wo.)        | 24     |
| Vereinigte Staaten (Billboard) | 17 (22 Wo.)       | 22     |
| Vereinigtes Königreich (OCC)   | 6 (18 Wo.)        | 18     |

| ChartsJahrescharts (1987) | Platzierung |
| ------------------------- | ----------- |
| Neuseeland (RMNZ)         | 11          |

### Auszeichnungen für Musikverkäufe
| Land/Region                  | Auszeichnungen für Musikverkäufe (Land/Region, Auszeichnung, Verkäufe) | Verkäufe |
| ---------------------------- | ---------------------------------------------------------------------- | -------- |
| Frankreich (SNEP)            | Silber                                                                 | 250.000  |
| Kanada (MC)                  | Gold                                                                   | 50.000   |
| Neuseeland (RMNZ)            | 2× Platin                                                              | 60.000   |
| Spanien (Promusicae)         | Gold                                                                   | 30.000   |
| Vereinigtes Königreich (BPI) | Silber                                                                 | 200.000  |
| Insgesamt                    | 2× Silber · 2× Gold · 2× Platin ·                                      | 590.000  |

## Coverversionen (Auswahl)
- 1993: Sinner
- 1998: Eläkeläiset (Poltettu humppa)
- 2004: Novaspace
- 2004: Die Lollies (Liveversion)
- 2004: D-Sailors
- 2005: Pearl Jam
- 2006: Black Bomb A
- 2008: Anti-Flag
- 2018: Comeback Kid
- 2018: Bill Wyman’s Rhythm Kings (Aufnahme von 1998)
- 2018: Patti Smith (Liveversion)
- 2020: Amanda Palmer, Missy Higgins, Brian Viglione
- 2020: Julia Stone
- 2022: Awolnation (feat. Tim McIlrath)
- 2023: Chris Boltendahl’s Steelhammer
- 2023: Dominum[13]